# عبد الرحمن الدخيل (لاعب كرة قدم مواليد 2001)
عبد الرحمن الدخيل (مواليد 30 يونيو 2001) ، لاعب وسط كرة قدم سعودي يلعب في نادي الشعيب.

## مسيرة اللاعب
مثل نادي الهلال في الفئات السنية و تم ضمه للفريق الأول مطلع عام 2021. و أعير إلى نادي الدرعية مطلع عام 2022 ولعب بعدها مع نادي الأنصار ونادي الشعيب.